# Antun Đivoje
Dr. Antun Đivoje (Gjivoje) (Lastovo, 23. veljače 1851. – Split, 27. veljače 1917.), hrvatski svećenik i splitski i makarski biskup (1911. – 1917.). Politički je bio blizak Narodnoj stranci u Dalmaciji.
Zaređen je za svećenika 1875. godine. Studirao je teologiju u Zadru, a više bogoslovne nauke na bečkom Sveučilištu na kojemu je 1880. doktorirao teologiju. Nakon povratka iz Beča, bio je profesor u dubrovačkom sjemeništu, a zatim od 1884. do 1911. profesor bogoslovije i hebrejskog jezika u Zadru. Bio je i prosinodalni ispitivač i sudac, branitelj ženidbenog veza na crkvenom sudu i crkveni delegat u Pokrajinskomu školskom vijeću. Od 1893. obnašao je časti naslovnoga dvorskog kapelana i od 1896. počasnoga kanonika metropolitanskoga Kaptola u Zadru.
Za biskupa je zaređen 11. srpnja 1911. godine i na tom položaju ostao je tijekom Prvog svjetskog rata do svoje smrti 1917. godine.